# Сейлем (Орегон)
Сейлем (англ. Salem) — місто (англ. city) на північному заході США, в округах Меріон і Полк, адміністративний центр штату Орегон. Населення — 175 535 осіб (2020).

## Географія
Сейлем розташований за координатами 44°55′25″ пн. ш. 123°1′23″ зх. д. / 44.92361° пн. ш. 123.02306° зх. д. (44.923694, -123.023119). За даними Бюро перепису населення США, в 2010 році місто мало площу 125,46 км², з яких 124,05 км² — суходіл та 1,41 км² — водойми.

### Клімат
| Клімат : Сейлем                                            | Клімат : Сейлем | Клімат : Сейлем | Клімат : Сейлем | Клімат : Сейлем | Клімат : Сейлем | Клімат : Сейлем | Клімат : Сейлем | Клімат : Сейлем | Клімат : Сейлем | Клімат : Сейлем | Клімат : Сейлем | Клімат : Сейлем | Клімат : Сейлем |
| Показник                                                   | Січ.            | Лют.            | Бер.            | Квіт.           | Трав.           | Черв.           | Лип.            | Серп.           | Вер.            | Жовт.           | Лист.           | Груд.           | Рік             |
| Абсолютний максимум, °C                                    | 20,0            | 22,2            | 26,7            | 33,9            | 37,8            | 40,6            | 42,2            | 42,2            | 40,0            | 33,9            | 23,3            | 22,2            | 42,2            |
| Середній максимум, °C                                      | 8,7             | 10,9            | 13,6            | 16,2            | 19,9            | 23,3            | 27,8            | 28,0            | 24,9            | 17,8            | 11,4            | 7,9             | 17,6            |
| Середня температура, °C                                    | 5,1             | 6,2             | 8,3             | 10,2            | 13,4            | 16,4            | 19,8            | 19,8            | 17,0            | 11,8            | 7,5             | 4,5             | 11,7            |
| Середній мінімум, °C                                       | 1,5             | 1,4             | 2,9             | 4,2             | 5,4             | 9,6             | 11,7            | 11,6            | 9,1             | 5,7             | 3,6             | 1,1             | 5,8             |
| Абсолютний мінімум, °C                                     | −23,3           | −20             | −11,1           | −5              | −3,9            | 0,0             | 1,7             | −1,1            | −3,3            | −7,2            | −12,8           | −24,4           | −24,4           |
| Норма опадів, мм                                           | 151             | 116             | 101             | 71              | 56              | 39              | 12              | 11              | 33              | 77              | 165             | 174             | 1007            |
| Днів з опадами                                             | 17,7            | 15,0            | 17,0            | 14,4            | 11,9            | 8,4             | 2,9             | 3,1             | 6,1             | 11,5            | 18,1            | 18,2            | 144,3           |
| Днів зі снігом                                             | 0,4             | 0,7             | 0               | 0               | 0               | 0               | 0               | 0               | 0               | 0               | 0,1             | 0,7             | 1,9             |
| ---------------------------------------------------------- | --------------- | --------------- | --------------- | --------------- | --------------- | --------------- | --------------- | --------------- | --------------- | --------------- | --------------- | --------------- | --------------- |
| Джерело: NOAA (extremes 1893–present), The Weather Channel |                 |                 |                 |                 |                 |                 |                 |                 |                 |                 |                 |                 |                 |

## Демографія
Згідно з переписом 2010 року, у місті мешкало 154 637 осіб у 57 290 домогосподарствах у складі 36 261 родини. Густота населення становила 1233 особи/км². Було 61 276 помешкань (488/км²).
Расовий склад населення:
| - 79,0 % — білих - 2,7 % — азіатів - 1,5 % — корінних американців - 1,5 % — чорних або афроамериканців - 0,9 % — вихідців з тихоокеанських островів - 10,1 % — осіб інших рас |

До двох чи більше рас належало 4,3 %. Частка іспаномовних становила 20,3 % від усіх жителів.
За віковим діапазоном населення розподілялося таким чином: 25,2 % — особи, молодші 18 років, 62,8 % — особи у віці 18—64 років, 12,0 % — особи у віці 65 років та старші. Медіана віку мешканця становила 34,5 року. На 100 осіб жіночої статі у місті припадало 99,5 чоловіка; на 100 жінок у віці від 18 років та старших — 97,3 чоловіка також старших 18 років.
Середній дохід на одне домашнє господарство становив 61 721 долар США (медіана — 47 191), а середній дохід на одну сім'ю — 70 887 доларів (медіана — 56 668). Медіана доходів становила 41 541 долар для чоловіків та 35 735 доларів для жінок. За межею бідності перебувало 18,2 % осіб, у тому числі 25,0 % дітей у віці до 18 років та 8,5 % осіб у віці 65 років та старших.
Цивільне працевлаштоване населення становило 68 511 осіб. Основні галузі зайнятості: освіта, охорона здоров'я та соціальна допомога — 25,2 %, роздрібна торгівля — 11,6 %, публічна адміністрація — 10,2 %, науковці, спеціалісти, менеджери — 9,4 %.

## Музеї
- Музей мистецтва Халлі Форд

## Відомі особистості
У поселенні народився:
- Кармелла Бінг(інші мови) (нар. 1981) — американська порноакторка та фотомодель.
- Кеті Мак-Морріс Роджерс (нар. 1969) — американський політик.
- Раян Бейлі (нар. 1989) — американський легкоатлет, олімпійський медаліст.

## Міста-побратими
- Сімферополь, Україна
- Каваґое, Японія
- Кімхе, Південна Корея
- Салем, Індія